# 冴木るな
冴木 るな（さえき るな、1986年1月16日 - ）は、日本のAV女優。

## 略歴
2007年にAVデビュー。巨乳メインを前提に、幅広いジャンルの作品に出演している。

## 作品
2007年
- ULTRA BIG TITS Gcup 100cm（2月21日、プレステージ）
- 監禁24 巨乳GAL Season II（3月2日、グローリークエスト）
- ボクの新妻は巨乳で裸エプロンでメガネっ娘。#28（5月18日、ゴーゴーズ）
- 巨乳女狩り 29（6月15日、クリスタル映像）他出演:春さくら、はるか悠、平嶋恵理、浜咲亜弥花
- 隣の巨乳奥様に欲情生中出し（6月20日、ネクストイレブン）他出演:中峰さゆり
- ボイン大好きしょう太くんのHなイタズラ 03（7月2日、グローリークエスト）
- 美人妻M VOL.05（7月13日、中嶋興業）
- となりの家の母親だけどブチ込みたい 2（7月20日、ネクストイレブン）他出演:白鳥美鈴、中峰さゆり
- 巨乳宅配ご奉仕ミセス（8月1日、AVS）
- 猛爆☆百センチ G-cup（8月2日、watermelon）
- 淫らなお姉さんは好きですか 22（8月10日、クリスタル映像）他出演:山吹センリ、大久保伶、島谷小百合、観月望、七瀬たまき
- 私の妻を犯って下さい。（9月30日、ゴリラ・プロジェクト）
- となりの美人妻 第3章（10月13日、隼エージェンシー）他出演:村上里沙、姫野愛、北田優歩、姫川りな
- BIGBUST 100cm Gcup（10月13日、MOODYZ）
- ねぇ、お兄ちゃん!05（10月19日、ゴーゴーズ）※総集編
- 私のオナニー見てください!（10月20日、ドリームステージ）他出演:麻生咲乃
- こだわりの手コキ 4時間SP VI 30人のハンドメイド（11月10日、隼エージェンシー）他29名出演
- 巨乳女性の肉体で性感回春擬似体験 現役高級刺青泡姫の性風俗サービス大全集（11月19日、クロス）共演:如月薫、樹林れもん
- 三十路妻中出しドキュメント（11月20日、小林興業）
- 女教師レイプ4 レイプされる6人の女教師（12月8日、隼エージェンシー）他出演:山城美姫、芳本みゆ、南つかさ、雨音しおん、花野真衣
- 極乳 5人の極上巨乳たち（12月19日、BRAVO）他出演:はるか悠、澄川ロア、我那覇レイ、絢音ミミ

2008年
- ドリームステージ厳選熟女4時間 2（1月20日、ドリームステージ）※総集編
- 近所のおばちゃんと昼下がりの欲情関係（1月25日、ネクストイレブン）他出演:翔田千里、白鳥美鈴、中峰さゆり、福田静香、鈴川真帆
- 美尻妻 欲求不満の人妻列伝（2月22日、映天）
- 尻コキ射精天国（2月28日、実録出版）他出演:南原香織、野中あんり、さとう和香、南沙也香、はるか悠、月野ルナ
- 美尻妻 欲求不満の人妻列伝（3月7日、映天）
- 巨乳妻と昼下がりの猥褻情事（3月20日、ネクストイレブン）他出演:松本ありさ、日野幸枝、小柳あのん、中峰さゆり
- 人妻陵辱レイプ（5月1日、中嶋興業）他出演:愛樹るい、緒方瑠美、川島めぐみ、小桜舞
- 美尻妻 vol.4（6月27日、映天）

2009年
- 包茎を弄る女列伝（1月30日、実録出版）他多数出演
- 月刊熟女秘宝館 咲き淫れ性欲満開熟れ桜（4月15日、ネクストイレブン）他出演:小野真美、天霧真世、高倉麻利子、三咲エリナ、水野倫子、松島えりか
- おっぱいバカ一代（8月1日、映天）他出演:星倉なぎさ、華咲レイ、小日向ひな、浅見友紀、和久井友希
- 美巨乳・爆乳＆パイズリ100人8時間 総勢100名以上（9月13日、MOODYZ）他多数出演
- ボイン大好きしょう太くんのHなイタズラ BEST REMIX 1(12月17日、グローリークエスト)他出演:葉山くみこ、浜崎りお（森下えりか、篠原絵梨香）、風間ゆみ

2010年
- 人妻後背位 ANTHOLOGY（8月30日、実録出版)他24名出演
- 決壊アクメ！潮吹き100人4時間（12月1日、MOODYZ）他多数出演

2011年
- むっちりスケベ乳 デカエロ過ぎるボイン熟女たち 北原夏美 冴木るな（4月25日、AVS）
- 巨乳でしかも美形女優のパイズリ101連射（5月1日、MOODYZ）他多数出演
- 美人女教師 強制中出し 2枚組8時間（8月5日、GLAY'z）他多数出演
- ペニバンで男を犯すS女達 2（8月13日、AVS）他出演:風間ゆみ、望月加奈、佐野ともか
- 乳首責め巨乳50人（11月13日、MOODYZ）他49名出演